# Sunil Chhetri
Sunil Chhetri (सुनील छेत्री; Nuova Delhi, 3 agosto 1984) è un calciatore indiano, attaccante del Bengaluru. Con la nazionale indiana è primatista di presenze e reti.
È stato eletto Calciatore indiano dell'anno dalla federcalcio indiana per cinque volte, nel 2007, 2011, 2013, 2014 e 2017. Con la nazionale maggiore indiana ha vinto la Coppa Nehru nel 2007, nel 2009 e nel 2012, l'AFC Challenge Cup nel 2008 e la Coppa della federazione calcistica dell'Asia meridionale nel 2011.

## Carriera

### Club
Chhetri ha iniziato la sua carriera nel 2002 con il Mohun Bagan, in cui ha segnato otto reti in tre stagioni nonostante il club finisse sempre nella metà inferiore della classifica. Le successive tre stagioni le ha trascorse nel JCT FC dove ha segnato un totale di venti gol di cui dodici in una sola stagione, quella in cui il club è arrivato secondo in classifica. Questo gli fece conquistare il premio "Player of the Year". Successivamente ha giocato per l'East Bengal e ha segnato sette reti in una stagione. Per la stagione 2009-10, ha firmato un contratto di due anni con il Dempo.
Nel 2010 ha firmato un contratto con i Kansas City Wizards ma non vi ha mai giocato alcuna partita ufficiale. Nel 2011 è tornato nel campionato indiano, prima nel Prayag United, poi nel club in cui aveva cominciato, il Mohun Bagan. Il 5 luglio 2012 firma un contratto con lo Sporting Lisbona. La società però lo farà aggregare alla squadra B.
Nel gennaio 2013 è stato ceduto in prestito nel suo paese natale ai Churchill Brothers.
A novembre 2021 gli è stato conferito il Khel Ratna Award, il più alto riconoscimento sportivo dell'India, diventando il primo calciatore a ottenere questo riconoscimento.

### Nazionale

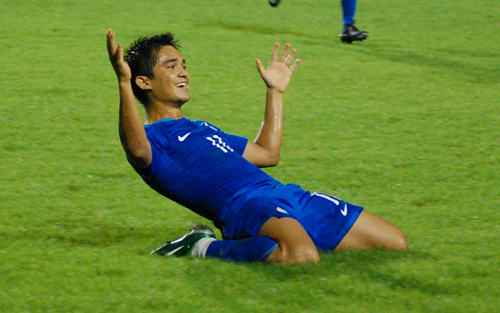
Chhetri esulta dopo un gol segnato con la maglia dell'India.

Chhetri esordì con l'Under-20 indiana il 30 marzo 2004 nella vittoria per 1-0 contro il Pakistan Under-23 ai Giochi del Sud-est asiatico in Pakistan. Il 3 aprile seguente segnò una doppietta nella partita vinta per 4-1 contro il Buthan Under-23.
Il 12 giugno 2005 debuttò con la nazionale maggiore andando in gol nell'incontro amichevole pareggiato per 1-1 a Peshawar contro il Pakistan. Esordì nei tornei internazionali nella Coppa Nehru del 2007, in cui giocò contro Pakistan, Cambogia (realizzando una doppietta nella vittoria per 6-0), Siria (segnò un gol nella sconfitta per 2-3) e Kirghizistan (un gol nella vittoria per 3-0). Nel 2007 disputò ambedue le partite di primo turno delle qualificazioni AFC al campionato del mondo 2010, andando in gol sia all'andata che al ritorno contro il Libano, che eliminò l'India.
Disputò poi la Coppa della federazione calcistica dell'Asia meridionale del 2008, in cui affrontò Nepal, Bhutan, Myanmar e Tagikistan, andando in gol contro il Nepal e contro il Buthan. Nella AFC Challenge Cup del 2008 segnò quattro reti, tra cui una tripletta nella finale vinta contro il Tagikistan per 4-1. Il risultato consentì all'India di qualificarsi alla fase finale della Coppa d'Asia 2011.
Nella Coppa Nehru del 2009 segnò contro il Kirghizistan e trasformò in rete uno dei tiri di rigore della vittoriosa finale contro la Siria. Due anni dopo, Coppa d'Asia 2011, realizzò un gol nella partita persa per 5-2 contro il Bahrein e un gol nella partita persa per 4-1 contro la Corea del Sud.
Nominato capitano per le partite di qualificazione alla AFC Challenge Cup 2012, il 16 novembre 2011 segnò due gol nella gara amichevole vinta per 3-2 contro la Malaysia al Salt Lake Stadium di Calcutta. L'11 dicembre seguente segnò un gol nella finale della Coppa della federazione calcistica dell'Asia meridionale del 2011, stabilendo un record con 7 segnature in un'edizione del torneo.
Nella Coppa Nehru del 2012 segnò di testa nei minuti di recupero del secondo tempo contro la Siria, nel primo match del torneo, conclusosi con la vittoria dell'India per 2-1. Realizzò poi una doppietta contro le Maldive (un gol su calcio di rigore) vinto per 3-0. Nella finale contro il Camerun segnò il gol del pareggio (2-2) su calcio di rigore. Ai tiri di rigore l'India vinse per 5-4, con Chhetri a segno (secondo tiro).
L'11 ottobre 2017, segnando un gol e fornendo un assist nella gara vinta per 4-1 contro Macao, aiutò la sua nazionale a qualificarsi alla fase finale della Coppa d'Asia 2019. Fu il capitano dell'India che ottenne una striscia di 13 partite senza sconfitte. Insieme con Ali Daei, Sun Jihai e Phil Younghusband fu uno dei quattro calciatori scelti per effettuare i sorteggi della fase finale della Coppa d'Asia 2019.
Partecipò con i compagni alla Coppa Intercontinentale 2018, torneo amichevole organizzato in India nel giugno di quell'anno. Segnò due gol all'esordio contro Taipei cinese nella gara vinta per 5-0, poi una doppietta nella partita vinta per 3-0 contro il Kenya, in occasione della quale ottenne la propria centesima presenza in nazionale. Segnò anche contro la Nuova Zelanda nella partita persa per 1-2. Nella finale del 10 giugno contro il Kenya segnò i due gol (2-0) che decisero la partita e diedero il trofeo all'India. L'ultimo dei due fu per Chhetri il 64º gol in nazionale, cifra che gli consentì di issarsi al secondo posto, a pari merito con Lionel Messi, tra i goleador in attività con tutte le nazionali del mondo, dietro a Cristiano Ronaldo (81 reti). Con 8 gol fu il capocannoniere della manifestazione.
Esordì nella fase finale della Coppa d'Asia 2019 il 6 gennaio 2019 contro la Thailandia, realizzando una doppietta nella vittoria per 4-1 che gli consentì di superare, con un totale di 68 gol in nazionale, Lionel Messi nella graduatoria dei marcatori delle nazionali di calcio.
Nell'estate del 2019 partecipò alla Coppa Intercontinentale, competizione amichevole organizzata in India. Anche se la nazionale indiana si classificò ultima nel girone, Chhetri fu il capocannoniere del torneo con 3 gol. Nel 2023 viene convocato come fuoriquota insieme a Sandesh Jhingan e Chinglensana Singh per i giochi asiatici 2022.
Il 16 maggio annuncia tramite i suoi canali social il ritiro dalla nazionale a partire al 6 giugno dello stesso anno, subito dopo la partita di qualificazione al mondiale 2026 contro il Kuwait, salvo poi tornare per le partite di marzo 2025 contro Maldive e Bangladesh.

## Statistiche

### Presenze e reti nei club
| Stagione           | Club                | Campionato         | Campionato | Campionato | Coppe nazionali | Coppe nazionali | Coppe nazionali | Coppe continentali | Coppe continentali | Coppe continentali | Supercoppe | Supercoppe | Supercoppe | Totale | Totale |
| Stagione           | Club                | Comp               | Pres       | Reti       | Comp            | Pres            | Reti            | Comp               | Pres               | Reti               | Comp       | Pres       | Reti       | Pres   | Reti   |
| ------------------ | ------------------- | ------------------ | ---------- | ---------- | --------------- | --------------- | --------------- | ------------------ | ------------------ | ------------------ | ---------- | ---------- | ---------- | ------ | ------ |
| 2008-2009          | East Bengal         | IL                 | 14         | 9          | CF              | 0               | 0               | -                  | -                  | -                  | -          | -          | -          | 14     | 9      |
| 2009-2010          | Dempo               | IL                 | 13         | 8          | CF              | 0               | 0               | -                  | -                  | -                  | -          | -          | -          | 13     | 8      |
| 2010-feb.2011      | Kansas City Wizards | MLS                | 0          | 0          | -               | -               | -               | -                  | -                  | -                  | -          | -          | -          | 0      | 0      |
| feb.-giu. 2011     | Prayag United       | IL                 | 7          | 7          | CF              | 0               | 0               | -                  | -                  | -                  | -          | -          | -          | 7      | 7      |
| 2011-2012          | Mohun Bagan         | IL                 | 14         | 8          | CF              | 0               | 0               | -                  | -                  | -                  | -          | -          | -          | 14     | 8      |
| Totale Mohun Bagan | Totale Mohun Bagan  | Totale Mohun Bagan | 14         | 8          |                 | -               | -               |                    | -                  | -                  |            | -          | -          | 14     | 8      |
| 2012-feb.2013      | Sporting Lisbona B  | SL                 | 3          | 0          | -               | -               | -               | -                  | -                  | -                  | -          | -          | -          | 3      | 0      |
| feb.-giu. 2013     | Churchill Brothers  | IL                 | 8          | 4          | CF              | 0               | 0               | AFC Cup            | 5                  | 2                  | -          | -          | -          | 13     | 6      |
| 2013-2014          | Bengaluru           | IL                 | 22         | 14         | CF              | 0               | 0               | -                  | -                  | -                  | DC         | 0          | 0          | 22     | 14     |
| 2014-2015          | Bengaluru           | IL                 | 20         | 2          | CF              | 1               | 1               | AFC+AFC Cup        | 1+5                | 0+3                | -          | -          | -          | 27     | 6      |
| 2015               | Mumbai City         | ISL                | 11         | 7          | -               | -               | -               | -                  | -                  | -                  | -          | -          | -          | 11     | 7      |
| 2015-2016          | Bengaluru           | IL                 | 14         | 5          | CF              | 0               | 0               | AFC Cup            | 2                  | 1                  | -          | -          | -          | 16     | 6      |
| 2016               | Mumbai City         | ISL                | 4+2        | 0          | -               | -               | -               | -                  | -                  | -                  | -          | -          | -          | 6      | 0      |
| Totale Mumbai City | Totale Mumbai City  | Totale Mumbai City | 17         | 7          |                 | -               | -               |                    | -                  | -                  |            | -          | -          | 17     | 7      |
| gen.-giu. 2017     | Bengaluru           | IL                 | 16         | 7          | CF              | 3               | 0               | AFC+AFC Cup        | 1+2                | 1+1                | -          | -          | -          | 22     | 9      |
| 2017-2018          | Bengaluru           | ISL                | 18+3       | 10+4       | SC              | 4               | 6               | AFC Cup            | 6                  | 2                  | -          | -          | -          | 31     | 22     |
| 2018-2019          | Bengaluru           | ISL                | 16+3       | 8+1        | SC              | 1               | 1               | -                  | -                  | -                  | DC         | 0          | 0          | 20     | 10     |
| 2019-2020          | Bengaluru           | ISL                | 15+2       | 9          | SC              | -               | -               | AFC Cup            | 2                  | 2                  | -          | -          | -          | 19     | 11     |
| 2020-2021          | Bengaluru           | ISL                | 20         | 8          | -               | -               | -               | AFC Cup            | 4                  | 1                  | -          | -          | -          | 24     | 9      |
| 2021-2022          | Bengaluru           | ISL                | 20         | 4          | -               | -               | -               | -                  | -                  | -                  | DC         | 0          | 0          | 20     | 4      |
| 2022-2023          | Bengaluru           | ISL                | 17+4       | 2+3        | SC              | 5               | 2               | -                  | -                  | -                  | DC         | 7          | 3          | 33     | 10     |
| 2023-2024          | Bengaluru           | ISL                | 20         | 5          | SC              | -               | -               | -                  | -                  | -                  | DC         | -          | -          | 20     | 5      |
| 2024-2025          | Bengaluru           | ISL                | 24+4       | 12+2       | SC              | 1               | 0               | -                  | -                  | -                  | DC         | 5          | 3          | 34     | 17     |
| Totale Bengaluru   | Totale Bengaluru    | Totale Bengaluru   | 239        | 96         |                 | 15              | 10              |                    | 23                 | 11                 |            | 12         | 6          | 289    | 123    |
| Totale Carriera    | Totale Carriera     | Totale Carriera    | 317        | 139        |                 | 15              | 10              |                    | 28                 | 13                 |            | 12         | 6          | 372    | 168    |

### Cronologia presenze e reti in nazionale
| Cronologia completa delle presenze e delle reti in nazionale ― India | Cronologia completa delle presenze e delle reti in nazionale ― India | Cronologia completa delle presenze e delle reti in nazionale ― India | Cronologia completa delle presenze e delle reti in nazionale ― India | Cronologia completa delle presenze e delle reti in nazionale ― India | Cronologia completa delle presenze e delle reti in nazionale ― India | Cronologia completa delle presenze e delle reti in nazionale ― India | Cronologia completa delle presenze e delle reti in nazionale ― India |
| Data                                                                 | Città                                                                | In casa                                                              | Risultato                                                            | Ospiti                                                               | Competizione                                                         | Reti                                                                 | Note                                                                 |
| -------------------------------------------------------------------- | -------------------------------------------------------------------- | -------------------------------------------------------------------- | -------------------------------------------------------------------- | -------------------------------------------------------------------- | -------------------------------------------------------------------- | -------------------------------------------------------------------- | -------------------------------------------------------------------- |
| 12-6-2005                                                            | Peshawar                                                             | Pakistan                                                             | 1 – 1                                                                | India                                                                | Amichevole                                                           | 1                                                                    | 26’                                                                  |
| 16-6-2005                                                            | Giacarta                                                             | Indonesia                                                            | 0 – 1                                                                | India                                                                | Amichevole                                                           | -                                                                    |                                                                      |
| 18-6-2005                                                            | Kuala Lumpur                                                         | Malaysia                                                             | 3 – 0                                                                | India                                                                | Amichevole                                                           | -                                                                    |                                                                      |
| 12-8-2005                                                            | Lautoka                                                              | Figi                                                                 | 1 – 0                                                                | India                                                                | Amichevole                                                           | -                                                                    |                                                                      |
| 14-8-2005                                                            | Lautoka                                                              | Figi                                                                 | 2 – 1                                                                | India                                                                | Amichevole                                                           | -                                                                    |                                                                      |
| 11-10-2006                                                           | Nuova Delhi                                                          | India                                                                | 0 – 3                                                                | Giappone                                                             | Amichevole                                                           | -                                                                    | 24’                                                                  |
| 15-11-2006                                                           | Sana'a                                                               | Yemen                                                                | 2 – 1                                                                | India                                                                | Amichevole                                                           | -                                                                    |                                                                      |
| 17-8-2007                                                            | Calcutta                                                             | India                                                                | 6 – 0                                                                | Cambogia                                                             | Amichevole                                                           | 2                                                                    |                                                                      |
| 20-8-2007                                                            | Nuova Delhi                                                          | India                                                                | 1 – 0                                                                | Bangladesh                                                           | Amichevole                                                           | -                                                                    |                                                                      |
| 23-8-2007                                                            | Damasco                                                              | Siria                                                                | 3 – 2                                                                | India                                                                | Amichevole                                                           | 1                                                                    |                                                                      |
| 7-9-2007                                                             | Jaipur                                                               | India                                                                | 3 – 0                                                                | Kirghizistan                                                         | Amichevole                                                           | 1                                                                    |                                                                      |
| 29-9-2007                                                            | Gerusalemme                                                          | Israele                                                              | 0 – 1                                                                | India                                                                | Amichevole                                                           | -                                                                    |                                                                      |
| 8-10-2007                                                            | Varanasi                                                             | India                                                                | 1 – 4                                                                | Libano                                                               | Amichevole                                                           | 1                                                                    |                                                                      |
| 30-12-2007                                                           | Bangalore                                                            | India                                                                | 2 – 2                                                                | Giappone                                                             | Amichevole                                                           | 1                                                                    |                                                                      |
| 24-5-2008                                                            | Kaohsiung                                                            | Taiwan                                                               | 0 – 3                                                                | India                                                                | Amichevole                                                           | 1                                                                    |                                                                      |
| 27-5-2008                                                            | Doha                                                                 | Qatar                                                                | 2 – 2                                                                | India                                                                | Amichevole                                                           | 1                                                                    |                                                                      |
| 3-6-2008                                                             | Malé                                                                 | India                                                                | 4 – 0                                                                | Nepal                                                                | SAFF Championship 2008 - 1º turno                                    | 1                                                                    |                                                                      |
| 5-6-2008                                                             | Malé                                                                 | India                                                                | 1 – 2                                                                | Pakistan                                                             | SAFF Championship 2008 - 1º turno                                    | -                                                                    |                                                                      |
| 7-6-2008                                                             | Malé                                                                 | Maldive                                                              | 0 – 1                                                                | India                                                                | SAFF Championship 2008 - 1º turno                                    | -                                                                    | 80’                                                                  |
| 11-6-2008                                                            | Malé                                                                 | India                                                                | 2 – 1 dts                                                            | Bhutan                                                               | SAFF Championship 2008 - Semifinale                                  | 1                                                                    |                                                                      |
| 14-6-2008                                                            | Malé                                                                 | India                                                                | 0 – 1                                                                | Maldive                                                              | SAFF Championship 2008 - Finale                                      | -                                                                    |                                                                      |
| 22-7-2008                                                            | Taegu                                                                | Corea del Sud                                                        | 0 – 0                                                                | India                                                                | Amichevole                                                           | -                                                                    |                                                                      |
| 30-7-2008                                                            | Mumbai                                                               | India                                                                | 1 – 0                                                                | Afghanistan                                                          | AFC Challenge Cup 2008 - 1º turno                                    | -                                                                    |                                                                      |
| 1-8-2008                                                             | Hyderabad                                                            | Tagikistan                                                           | 1 – 1                                                                | India                                                                | AFC Challenge Cup 2008 - 1º turno                                    | -                                                                    |                                                                      |
| 3-8-2008                                                             | Hyderabad                                                            | Turkmenistan                                                         | 1 – 2                                                                | India                                                                | AFC Challenge Cup 2008 - 1º turno                                    | -                                                                    |                                                                      |
| 7-8-2008                                                             | Hyderabad                                                            | Birmania                                                             | 0 – 1                                                                | India                                                                | AFC Challenge Cup 2008 - Semifinale                                  | 1                                                                    |                                                                      |
| 13-8-2008                                                            | Nuova Delhi                                                          | India                                                                | 4 – 1                                                                | Tagikistan                                                           | AFC Challenge Cup 2008 - Finale                                      | 3                                                                    |                                                                      |
| 14-1-2009                                                            | Hong Kong                                                            | Hong Kong                                                            | 2 – 1                                                                | India                                                                | Amichevole                                                           | -                                                                    |                                                                      |
| 19-8-2009                                                            | Beirut                                                               | Libano                                                               | 1 – 0                                                                | India                                                                | Qual. Mondiali 2010                                                  | -                                                                    | 46’                                                                  |
| 23-8-2009                                                            | Mumbai                                                               | India                                                                | 2 – 1                                                                | Kirghizistan                                                         | Qual. Mondiali 2010                                                  | 1                                                                    |                                                                      |
| 26-8-2009                                                            | Ahmedabad                                                            | India                                                                | 3 – 1                                                                | Sri Lanka                                                            | Qual. Mondiali 2010                                                  | -                                                                    |                                                                      |
| 29-8-2009                                                            | Damasco                                                              | Siria                                                                | 1 – 0                                                                | India                                                                | Qual. Mondiali 2010                                                  | -                                                                    |                                                                      |
| 31-8-2009                                                            | Chennai                                                              | India                                                                | 1 – 1                                                                | Libano                                                               | Qual. Mondiali 2010                                                  | -                                                                    |                                                                      |
| 4-9-2009                                                             | Sri Pada                                                             | Sri Lanka                                                            | 1 – 2                                                                | India                                                                | Qual. Mondiali 2010                                                  | -                                                                    |                                                                      |
| 14-11-2009                                                           | Biškek                                                               | Kirghizistan                                                         | 2 – 0                                                                | India                                                                | Qual. Mondiali 2010                                                  | -                                                                    |                                                                      |
| 15-9-2010                                                            | Varanasi                                                             | India                                                                | 0 – 2                                                                | Namibia                                                              | Amichevole                                                           | -                                                                    |                                                                      |
| 4-10-2010                                                            | Pune                                                                 | India                                                                | 0 – 1                                                                | Hong Kong                                                            | Amichevole                                                           | -                                                                    |                                                                      |
| 8-10-2010                                                            | Hanoi                                                                | Vietnam                                                              | 1 – 3                                                                | India                                                                | Amichevole                                                           | 3                                                                    |                                                                      |
| 13-10-2010                                                           | Nuova Delhi                                                          | India                                                                | 2 – 4                                                                | Yemen                                                                | Amichevole                                                           | -                                                                    |                                                                      |
| 10-1-2011                                                            | Doha                                                                 | Australia                                                            | 4 – 0                                                                | India                                                                | Coppa d'Asia 2011 - 1º turno                                         | -                                                                    |                                                                      |
| 14-1-2011                                                            | Doha                                                                 | India                                                                | 5 – 2                                                                | Bahrein                                                              | Coppa d'Asia 2011 - 1º turno                                         | 1                                                                    | 90+2’                                                                |
| 18-1-2011                                                            | Doha                                                                 | Corea del Sud                                                        | 3 – 1                                                                | India                                                                | Coppa d'Asia 2011 - 1º turno                                         | 1                                                                    |                                                                      |
| 21-3-2011                                                            | Tbilisi                                                              | Georgia                                                              | 1 – 3                                                                | India                                                                | Amichevole                                                           | 1                                                                    |                                                                      |
| 23-3-2011                                                            | Karachi                                                              | Pakistan                                                             | 1 – 1                                                                | India                                                                | Amichevole                                                           | -                                                                    |                                                                      |
| 28-3-2011                                                            | Jaipur                                                               | India                                                                | 1 – 1                                                                | Russia                                                               | Amichevole                                                           | -                                                                    |                                                                      |
| 10-7-2011                                                            | Shenzhen                                                             | Cina                                                                 | 1 – 1                                                                | India                                                                | Amichevole                                                           | 1                                                                    |                                                                      |
| 17-7-2011                                                            | Bangalore                                                            | India                                                                | 2 – 1                                                                | Kuwait                                                               | Amichevole                                                           | 1                                                                    |                                                                      |
| 23-7-2011                                                            | al-'Ayn                                                              | Emirati Arabi Uniti                                                  | 3 – 0                                                                | India                                                                | Qual. Mondiali 2014                                                  | -                                                                    |                                                                      |
| 28-7-2011                                                            | Nuova Delhi                                                          | India                                                                | 2 – 2                                                                | Emirati Arabi Uniti                                                  | Qual. Mondiali 2014                                                  | -                                                                    | 84’                                                                  |
| 21-8-2011                                                            | Port of Spain                                                        | Trinidad e Tobago                                                    | 3 – 0                                                                | India                                                                | Amichevole                                                           | -                                                                    | 84’                                                                  |
| 24-8-2011                                                            | Caienna                                                              | Guyana                                                               | 2 – 1                                                                | India                                                                | Amichevole                                                           | -                                                                    |                                                                      |
| 13-11-2011                                                           | Guwahati                                                             | India                                                                | 1 – 1                                                                | Rep. del Congo                                                       | Amichevole                                                           | -                                                                    |                                                                      |
| 16-11-2011                                                           | Ahmedabad                                                            | India                                                                | 3 – 2                                                                | Kiribati                                                             | Amichevole                                                           | 2                                                                    |                                                                      |
| 3-12-2011                                                            | Nuova Delhi                                                          | India                                                                | 1 – 1                                                                | Afghanistan                                                          | SAFF Championship 2011 - 1º turno                                    | 1                                                                    |                                                                      |
| 5-12-2011                                                            | Nuova Delhi                                                          | India                                                                | 5 – 0                                                                | Bhutan                                                               | SAFF Championship 2011 - 1º turno                                    | 2                                                                    |                                                                      |
| 7-12-2011                                                            | Nuova Delhi                                                          | India                                                                | 3 – 0                                                                | Sri Lanka                                                            | SAFF Championship 2011 - 1º turno                                    | 1                                                                    |                                                                      |
| 9-12-2011                                                            | Nuova Delhi                                                          | Maldive                                                              | 1 – 3                                                                | India                                                                | SAFF Championship 2011 - Semifinale                                  | 2                                                                    |                                                                      |
| 12-12-2011                                                           | Nuova Delhi                                                          | India                                                                | 4 – 0                                                                | Afghanistan                                                          | SAFF Championship 2011 - Finale                                      | 1                                                                    | 84’                                                                  |
| 9-3-2012                                                             | Calcutta                                                             | India                                                                | 2 – 2                                                                | Corea del Sud                                                        | Qual. Mondiali 2014                                                  | -                                                                    |                                                                      |
| 11-3-2012                                                            | Pusan                                                                | Corea del Sud                                                        | 4 – 1                                                                | India                                                                | Qual. Mondiali 2014                                                  | -                                                                    |                                                                      |
| 13-3-2012                                                            | Vientiane                                                            | Laos                                                                 | 0 – 3                                                                | India                                                                | Qual. Mondiali 2014                                                  | -                                                                    |                                                                      |
| 22-8-2012                                                            | Jaipur                                                               | India                                                                | 2 – 1                                                                | Laos                                                                 | Qual. Mondiali 2014                                                  | 1                                                                    |                                                                      |
| 25-8-2012                                                            | Calcutta                                                             | India                                                                | 3 – 0                                                                | Malaysia                                                             | Qual. Mondiali 2014                                                  | 2                                                                    |                                                                      |
| 28-8-2012                                                            | Kuala Lumpur                                                         | Malaysia                                                             | 0 – 0                                                                | India                                                                | Qual. Mondiali 2014                                                  | -                                                                    |                                                                      |
| 6-2-2013                                                             | Kochi                                                                | India                                                                | 2 – 4                                                                | Algeria                                                              | Amichevole                                                           | -                                                                    |                                                                      |
| 2-3-2013                                                             | Nuova Delhi                                                          | India                                                                | 2 – 1                                                                | Taiwan                                                               | Qual. Mondiali 2014                                                  | -                                                                    |                                                                      |
| 4-3-2013                                                             | Yangon                                                               | India                                                                | 3 – 0                                                                | Guam                                                                 | Qual. Mondiali 2014                                                  | 2                                                                    |                                                                      |
| 6-3-2013                                                             | Xi'an                                                                | Cina                                                                 | 1 – 0                                                                | India                                                                | Qual. Mondiali 2014                                                  | -                                                                    |                                                                      |
| 14-8-2013                                                            | Hagåtña                                                              | Guam                                                                 | 0 – 6                                                                | India                                                                | Qual. Mondiali 2014                                                  | -                                                                    |                                                                      |
| 1-9-2013                                                             | Chennai                                                              | India                                                                | 1 – 0                                                                | Cina                                                                 | Qual. Mondiali 2014                                                  | -                                                                    |                                                                      |
| 3-9-2013                                                             | Dacca                                                                | Bangladesh                                                           | 1 – 1                                                                | India                                                                | Amichevole                                                           | 1                                                                    |                                                                      |
| 5-9-2013                                                             | Mumbai                                                               | India                                                                | 2 – 1                                                                | Nepal                                                                | Amichevole                                                           | -                                                                    |                                                                      |
| 11-9-2013                                                            | Baku                                                                 | Azerbaigian                                                          | 2 – 0                                                                | India                                                                | Amichevole                                                           | -                                                                    | Cap., 60’                                                            |
| 15-11-2013                                                           | Manila                                                               | Filippine                                                            | 1 – 1                                                                | India                                                                | Amichevole                                                           | 1                                                                    | Cap.                                                                 |
| 19-11-2013                                                           | Siliguri                                                             | India                                                                | 2 – 0                                                                | Iran                                                                 | Amichevole                                                           | -                                                                    |                                                                      |
| 5-3-2014                                                             | Goa                                                                  | India                                                                | 2 – 2                                                                | Bangladesh                                                           | Amichevole                                                           | 2                                                                    |                                                                      |
| 6-10-2014                                                            | Calcutta                                                             | India                                                                | 2 – 3                                                                | Kenya                                                                | Amichevole                                                           | 1                                                                    |                                                                      |
| 12-3-2015                                                            | Guwahati                                                             | India                                                                | 2 – 0                                                                | Nepal                                                                | Qual. Mondiali 2018                                                  | 1                                                                    | Cap.                                                                 |
| 17-3-2015                                                            | Katmandu                                                             | Nepal                                                                | 0 – 0                                                                | India                                                                | Qual. Mondiali 2018                                                  | -                                                                    | Cap.                                                                 |
| 11-6-2015                                                            | Bangalore                                                            | India                                                                | 1 – 2                                                                | Oman                                                                 | Qual. Mondiali 2018                                                  | 1                                                                    | Cap.                                                                 |
| 16-6-2015                                                            | Nassau                                                               | Guam                                                                 | 2 – 1                                                                | India                                                                | Qual. Mondiali 2018                                                  | 1                                                                    | Cap.                                                                 |
| 31-8-2015                                                            | Pune                                                                 | India                                                                | 0 – 0                                                                | Egitto                                                               | Amichevole                                                           | -                                                                    |                                                                      |
| 8-9-2015                                                             | Bangalore                                                            | India                                                                | 0 – 3                                                                | Iran                                                                 | Qual. Mondiali 2018                                                  | -                                                                    |                                                                      |
| 8-10-2015                                                            | Aşgabat                                                              | Turkmenistan                                                         | 2 – 1                                                                | India                                                                | Qual. Mondiali 2018                                                  | -                                                                    | Cap.                                                                 |
| 13-10-2015                                                           | Mascate                                                              | Oman                                                                 | 3 – 0                                                                | India                                                                | Qual. Mondiali 2018                                                  | -                                                                    |                                                                      |
| 12-11-2015                                                           | Calcutta                                                             | India                                                                | 1 – 0                                                                | Guam                                                                 | Qual. Mondiali 2018                                                  | -                                                                    |                                                                      |
| 25-12-2015                                                           | Thiruvananthapuram                                                   | India                                                                | 2 – 0                                                                | Sri Lanka                                                            | Amichevole                                                           | -                                                                    |                                                                      |
| 27-12-2015                                                           | Hyderabad                                                            | India                                                                | 4 – 1                                                                | Giamaica                                                             | Amichevole                                                           | 1                                                                    |                                                                      |
| 25-12-2015                                                           | Thiruvananthapuram                                                   | Sri Lanka                                                            | 0 – 2                                                                | India                                                                | SAFF Championship 2015 - 1º turno                                    | -                                                                    |                                                                      |
| 27-12-2015                                                           | Thiruvananthapuram                                                   | India                                                                | 4 – 1                                                                | Nepal                                                                | SAFF Championship 2015 - 1º turno                                    | 1                                                                    | 70’                                                                  |
| 31-12-2015                                                           | Thiruvananthapuram                                                   | India                                                                | 3 – 2                                                                | Maldive                                                              | SAFF Championship 2015 - Semifinale                                  | 1                                                                    | 74’                                                                  |
| 3-1-2016                                                             | Thiruvananthapuram                                                   | India                                                                | 2 – 1 dts                                                            | Afghanistan                                                          | SAFF Championship 2015 - Finale                                      | 1                                                                    |                                                                      |
| 22-3-2016                                                            | Phnom Penh                                                           | Cambogia                                                             | 2 – 3                                                                | India                                                                | Amichevole                                                           | 1                                                                    |                                                                      |
| 3-9-2016                                                             | Nuova Delhi                                                          | India                                                                | 4 – 1                                                                | Porto Rico                                                           | Amichevole                                                           | 1                                                                    | 77’                                                                  |
| 28-3-2017                                                            | Yangon                                                               | India                                                                | 1 – 0                                                                | Birmania                                                             | Qual. Mondiali 2018                                                  | 1                                                                    | Cap.                                                                 |
| 13-6-2017                                                            | Bangalore                                                            | India                                                                | 1 – 0                                                                | Bangladesh                                                           | Qual. Mondiali 2018                                                  | 1                                                                    |                                                                      |
| 5-9-2017                                                             | Taipa                                                                | Macao                                                                | 0 – 2                                                                | India                                                                | Qual. Coppa d'Asia 2019                                              | 1                                                                    |                                                                      |
| 11-10-2017                                                           | Jaipur                                                               | India                                                                | 4 – 1                                                                | Macao                                                                | Qual. Coppa d'Asia 2019                                              | 1                                                                    |                                                                      |
| 13-11-2017                                                           | Sapporo                                                              | Giappone                                                             | 2 – 2                                                                | India                                                                | Amichevole                                                           | 1                                                                    |                                                                      |
| 1-6-2018                                                             | Mumbai                                                               | India                                                                | 5 – 0                                                                | Taiwan                                                               | Amichevole                                                           | 3                                                                    | Cap.                                                                 |
| 4-6-2018                                                             | Mumbai                                                               | India                                                                | 3 – 0                                                                | Kenya                                                                | Amichevole                                                           | 2                                                                    | Cap.                                                                 |
| 7-6-2018                                                             | Hyderabad                                                            | India                                                                | 1 – 2                                                                | Nuova Zelanda                                                        | Amichevole                                                           | 1                                                                    | Cap.                                                                 |
| 10-6-2018                                                            | Calcutta                                                             | India                                                                | 2 – 0                                                                | Kenya                                                                | Amichevole                                                           | 2                                                                    | Cap.                                                                 |
| 13-10-2018                                                           | Suzhou                                                               | Cina                                                                 | 0 – 0                                                                | India                                                                | Amichevole                                                           | -                                                                    |                                                                      |
| 17-11-2018                                                           | Amman                                                                | Giordania                                                            | 2 – 1                                                                | India                                                                | Amichevole                                                           | -                                                                    |                                                                      |
| 27-12-2018                                                           | Abu Dhabi                                                            | Oman                                                                 | 0 – 0                                                                | India                                                                | Amichevole                                                           | -                                                                    | Cap.                                                                 |
| 6-1-2019                                                             | Abu Dhabi                                                            | Thailandia                                                           | 1 – 4                                                                | India                                                                | Coppa d'Asia 2019 - 1º turno                                         | 2                                                                    |                                                                      |
| 10-1-2019                                                            | Abu Dhabi                                                            | India                                                                | 0 – 2                                                                | Emirati Arabi Uniti                                                  | Coppa d'Asia 2019 - 1º turno                                         | -                                                                    | Cap.                                                                 |
| 14-1-2019                                                            | Sharjah                                                              | India                                                                | 0 – 1                                                                | Bahrein                                                              | Coppa d'Asia 2019 - 1º turno                                         | -                                                                    |                                                                      |
| 5-6-2019                                                             | Buriram                                                              | Curaçao                                                              | 3 – 1                                                                | India                                                                | King's Cup 2019 - Semifinale                                         | 1                                                                    |                                                                      |
| 7-7-2019                                                             | Ahmedabad                                                            | India                                                                | 2 – 4                                                                | Tagikistan                                                           | Intercontinental Cup 2019 - 1º turno                                 | 2                                                                    | Cap. 88’                                                             |
| 13-7-2019                                                            | Ahmedabad                                                            | India                                                                | 2 – 5                                                                | Corea del Nord                                                       | Intercontinental Cup 2019 - 1º turno                                 | 1                                                                    | cap.                                                                 |
| 16-7-2019                                                            | Ahmedabad                                                            | India                                                                | 1 – 1                                                                | Siria                                                                | Intercontinental Cup 2019 - 1º turno                                 | -                                                                    | cap. 90+2’                                                           |
| 5-9-2019                                                             | Guwahati                                                             | India                                                                | 1 – 2                                                                | Oman                                                                 | Qual. Mondiali 2022                                                  | 1                                                                    | cap.                                                                 |
| 15-10-2019                                                           | Calcutta                                                             | India                                                                | 1 – 1                                                                | Bangladesh                                                           | Qual. Mondiali 2022                                                  | -                                                                    | cap.                                                                 |
| 14-11-2019                                                           | Dušanbe                                                              | Afghanistan                                                          | 1 – 1                                                                | India                                                                | Qual. Mondiali 2022                                                  | -                                                                    | cap.                                                                 |
| 19-11-2019                                                           | Mascate                                                              | Oman                                                                 | 1 – 0                                                                | India                                                                | Qual. Mondiali 2022                                                  | -                                                                    | cap.                                                                 |
| 3-6-2021                                                             | Doha                                                                 | India                                                                | 0 – 1                                                                | Qatar                                                                | Qual. Mondiali 2022                                                  | -                                                                    | cap. 46’                                                             |
| 7-6-2021                                                             | Doha                                                                 | Bangladesh                                                           | 0 – 2                                                                | India                                                                | Qual. Mondiali 2022                                                  | 2                                                                    | Cap.                                                                 |
| 15-6-2021                                                            | Doha                                                                 | India                                                                | 1 – 1                                                                | Afghanistan                                                          | Qual. Mondiali 2022                                                  | -                                                                    | Cap. 69’                                                             |
| 2-9-2021                                                             | Katmandu                                                             | Nepal                                                                | 1 – 1                                                                | India                                                                | Amichevole                                                           | -                                                                    | Cap. 71’                                                             |
| 5-9-2021                                                             | Katmandu                                                             | Nepal                                                                | 1 – 2                                                                | India                                                                | Amichevole                                                           | 1                                                                    | Cap.                                                                 |
| 4-10-2021                                                            | Malé                                                                 | Bangladesh                                                           | 1 – 1                                                                | India                                                                | SAFF Championship 2021 - 1º turno                                    | 1                                                                    | Cap. 67’                                                             |
| 7-10-2021                                                            | Malé                                                                 | India                                                                | 0 – 0                                                                | Sri Lanka                                                            | SAFF Championship 2021 - 1º turno                                    | -                                                                    | Cap.                                                                 |
| 10-10-2021                                                           | Malé                                                                 | Nepal                                                                | 0 – 1                                                                | India                                                                | SAFF Championship 2021 - 1º turno                                    | 1                                                                    | Cap.                                                                 |
| 13-10-2021                                                           | Malé                                                                 | India                                                                | 3 – 1                                                                | Maldive                                                              | SAFF Championship 2021 - 1º turno                                    | 2                                                                    | Cap. 78’                                                             |
| 16-10-2021                                                           | Malé                                                                 | India                                                                | 3 – 0                                                                | Nepal                                                                | SAFF Championship 2021 - Finale                                      | 1                                                                    | Cap.                                                                 |
| 28-5-2022                                                            | Doha                                                                 | India                                                                | 0 – 2                                                                | Giordania                                                            | Amichevole                                                           | -                                                                    | cap. 74’                                                             |
| 8-6-2022                                                             | Calcutta                                                             | India                                                                | 2 – 0                                                                | Cambogia                                                             | Qual. Coppa d'Asia 2023                                              | 2                                                                    | cap. 31’ 68’                                                         |
| 11-6-2022                                                            | Calcutta                                                             | Afghanistan                                                          | 1 – 2                                                                | India                                                                | Qual. Coppa d'Asia 2023                                              | 1                                                                    | cap. 89’                                                             |
| 14-6-2022                                                            | Calcutta                                                             | India                                                                | 4 – 0                                                                | Hong Kong                                                            | Qual. Coppa d'Asia 2023                                              | 1                                                                    | cap. 76’                                                             |
| 24-9-2022                                                            | Ho Chi Minh                                                          | India                                                                | 1 – 1                                                                | Singapore                                                            | Amichevole                                                           | -                                                                    | cap. 77’                                                             |
| 27-9-2022                                                            | Ho Chi Minh                                                          | Vietnam                                                              | 3 – 0                                                                | India                                                                | Amichevole                                                           | -                                                                    | cap. 65’                                                             |
| 22-3-2023                                                            | Imphal                                                               | India                                                                | 1 – 0                                                                | Birmania                                                             | Amichevole                                                           | -                                                                    | cap.                                                                 |
| 28-3-2023                                                            | Imphal                                                               | Kirghizistan                                                         | 0 – 2                                                                | India                                                                | Amichevole                                                           | 1                                                                    | cap.                                                                 |
| 9-6-2023                                                             | Bhubaneswar                                                          | India                                                                | 2 – 0                                                                | Mongolia                                                             | Coppa Intercontinentale 2023 - 1º turno                              | -                                                                    | cap. 71’                                                             |
| 12-6-2023                                                            | Bhubaneswar                                                          | India                                                                | 1 – 0                                                                | Vanuatu                                                              | Coppa Intercontinentale 2023 - 1º turno                              | 1                                                                    | cap. 85’                                                             |
| 15-6-2023                                                            | Bhubaneswar                                                          | India                                                                | 0 – 0                                                                | Libano                                                               | Coppa Intercontinentale 2023 - 1º turno                              | -                                                                    | 77’                                                                  |
| 18-6-2023                                                            | Bhubaneswar                                                          | India                                                                | 2 – 0                                                                | Libano                                                               | Coppa Intercontinentale 2023 - Finale                                | 1                                                                    | cap. 90+1’                                                           |
| 21-6-2023                                                            | Bengaluru                                                            | India                                                                | 4 – 0                                                                | Pakistan                                                             | SAFF Championship 2023 - 1º turno                                    | 3                                                                    | cap. 87’                                                             |
| 24-6-2023                                                            | Bengaluru                                                            | Nepal                                                                | 0 – 2                                                                | India                                                                | SAFF Championship 2023 - 1º turno                                    | 1                                                                    | Cap.                                                                 |
| 27-6-2023                                                            | Bengaluru                                                            | India                                                                | 1 – 1                                                                | Kuwait                                                               | SAFF Championship 2023 - 1º turno                                    | 1                                                                    | Cap. 81’                                                             |
| 1-7-2023                                                             | Bengaluru                                                            | Libano                                                               | 0 – 0 dts (2-4 dtr)                                                  | India                                                                | SAFF Championship 2023 - Semifinale                                  | -                                                                    | Cap.                                                                 |
| 4-7-2023                                                             | Bengaluru                                                            | Kuwait                                                               | 1 – 1 dts (4-5 dtr)                                                  | India                                                                | SAFF Championship 2023 - Finale                                      | -                                                                    | Cap.                                                                 |
| 13-10-2023                                                           | Kuala Lumpur                                                         | Malaysia                                                             | 4 – 2                                                                | India                                                                | Pestabola Merdeka 2023 - Semifinale                                  | 1                                                                    | cap. 63’                                                             |
| 16-11-2023                                                           | Al Kuwait                                                            | Kuwait                                                               | 0 – 1                                                                | India                                                                | Qual. Mondiali 2026                                                  | -                                                                    | cap. 90+6’                                                           |
| 21-11-2023                                                           | Bhubaneswar                                                          | India                                                                | 0 – 3                                                                | Qatar                                                                | Qual. Mondiali 2026                                                  | -                                                                    | cap. 83’                                                             |
| 13-1-2024                                                            | Al Rayyan                                                            | Australia                                                            | 2 – 0                                                                | India                                                                | Coppa d'Asia 2023 - 1º turno                                         | -                                                                    | cap. 89’                                                             |
| 18-1-2024                                                            | Al Rayyan                                                            | India                                                                | 0 – 3                                                                | Uzbekistan                                                           | Coppa d'Asia 2023 - 1º turno                                         | -                                                                    | cap. 72’                                                             |
| 23-1-2024                                                            | Al Khawr                                                             | Siria                                                                | 1 – 0                                                                | India                                                                | Coppa d'Asia 2023 - 1º turno                                         | -                                                                    | cap.                                                                 |
| 21-3-2024                                                            | Khamis Mushait                                                       | Afghanistan                                                          | 0 – 0                                                                | India                                                                | Qual. Mondiali 2026                                                  | -                                                                    | cap.                                                                 |
| 25-3-2024                                                            | Guwahati                                                             | India                                                                | 1 – 2                                                                | Afghanistan                                                          | Qual. Mondiali 2026                                                  | 1                                                                    | cap. 68’                                                             |
| 6-6-2024                                                             | Calcutta                                                             | India                                                                | 0 – 0                                                                | Kuwait                                                               | Qual. Mondiali 2026                                                  | -                                                                    | cap.                                                                 |
| 19-3-2025                                                            | Shillong                                                             | India                                                                | 3 – 0                                                                | Maldive                                                              | Amichevole                                                           | 1                                                                    | cap. 86’                                                             |
| 25-3-2025                                                            | Calcutta                                                             | India                                                                | 0 – 0                                                                | Bangladesh                                                           | Qual. Coppa d'Asia 2027                                              | -                                                                    | 86’                                                                  |
| 4-6-2025                                                             | Pathum Thani                                                         | Thailandia                                                           | 2 – 0                                                                | India                                                                | Amichevole                                                           | -                                                                    | 77’                                                                  |
| 10-6-2025                                                            | Hong Kong                                                            | Hong Kong                                                            | 1 – 0                                                                | India                                                                | Qual. Coppa d'Asia 2027                                              | -                                                                    | 57’                                                                  |
| Totale                                                               |                                                                      | Presenze (1º posto)                                                  | 155                                                                  |                                                                      | Reti (1º posto)                                                      | 95                                                                   |                                                                      |

| Cronologia completa delle presenze e delle reti in nazionale ― India under 23 | Cronologia completa delle presenze e delle reti in nazionale ― India under 23 | Cronologia completa delle presenze e delle reti in nazionale ― India under 23 | Cronologia completa delle presenze e delle reti in nazionale ― India under 23 | Cronologia completa delle presenze e delle reti in nazionale ― India under 23 | Cronologia completa delle presenze e delle reti in nazionale ― India under 23 | Cronologia completa delle presenze e delle reti in nazionale ― India under 23 | Cronologia completa delle presenze e delle reti in nazionale ― India under 23 |
| Data                                                                          | Città                                                                         | In casa                                                                       | Risultato                                                                     | Ospiti                                                                        | Competizione                                                                  | Reti                                                                          | Note                                                                          |
| ----------------------------------------------------------------------------- | ----------------------------------------------------------------------------- | ----------------------------------------------------------------------------- | ----------------------------------------------------------------------------- | ----------------------------------------------------------------------------- | ----------------------------------------------------------------------------- | ----------------------------------------------------------------------------- | ----------------------------------------------------------------------------- |
| 19-9-2023                                                                     | Hangzhou                                                                      | Cina under 23                                                                 | 5 – 1                                                                         | India under 23                                                                | Giochi asiatici 2022 - 1º turno                                               | -                                                                             | Cap. 86’                                                                      |
| 21-9-2023                                                                     | Hangzhou                                                                      | India under 23                                                                | 1 – 0                                                                         | Bangladesh under 23                                                           | Giochi asiatici 2022 - 1º turno                                               | 1                                                                             | Cap.                                                                          |
| 24-9-2023                                                                     | Hangzhou                                                                      | Birmania under 23                                                             | 1 – 1                                                                         | India under 23                                                                | Giochi asiatici 2022 - 1º turno                                               | 1                                                                             | Cap.                                                                          |
| 28-9-2023                                                                     | Hangzhou                                                                      | India under 23                                                                | 0 – 2                                                                         | Arabia Saudita under 23                                                       | Giochi asiatici 2022 - Ottavi di finale                                       | -                                                                             | Cap. 78’                                                                      |
| Totale                                                                        |                                                                               | Presenze                                                                      | 4                                                                             |                                                                               | Reti                                                                          | 2                                                                             |                                                                               |

## Palmarès

### Club
- I-League: 2

Bengaluru: 2013-2014, 2015-2016
- Coppa della Federazione: 1

Bengaluru: 2016-2017
- Hero Super Cup: 1

Bengaluru: 2018
- Indian Super League: 1

Bengaluru: 2018-2019
- Durand Cup: 1

Bengaluru: 2022

### Nazionale
- Nehru Cup: 2

2007, 2009
- AFC Challenge Cup: 1

2008
- SAFF Championship: 4

2011, 2015, 2021, 2023
- Coppa Intercontinentale (India): 2

2018, 2023

### Individuale
- AIFF Player of the Year: 2

2007, 2011
- AFC Challenge Cup Most Valuable Player: 1

2008
- SAFF Championship Player of the Tournament: 1

2011
- SAFF Championship Top Scorer: 1

2011
- Indian Super League Hero of the League: 1

Bengaluru: 2017-2018
- Capocannoniere della Super Cup: 1

Super Cup (6 reti)
- Khel Ratna Award: 1

2021